# Llista de peixos d'Àustria

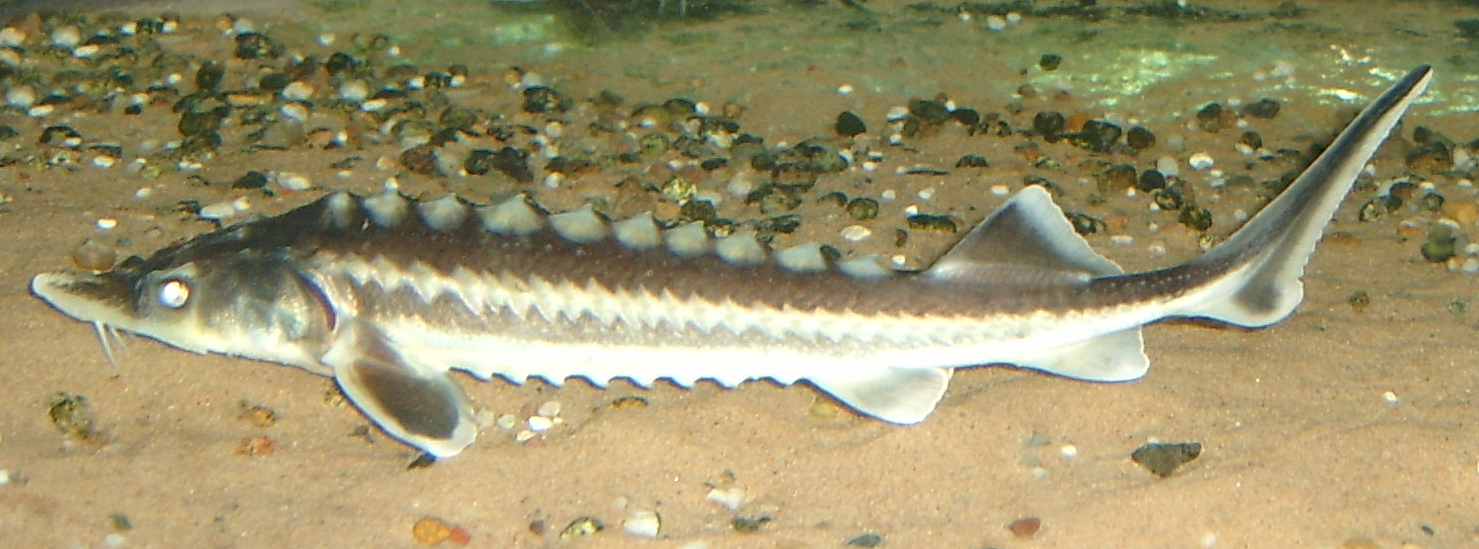
Acipenser gueldenstaedtii

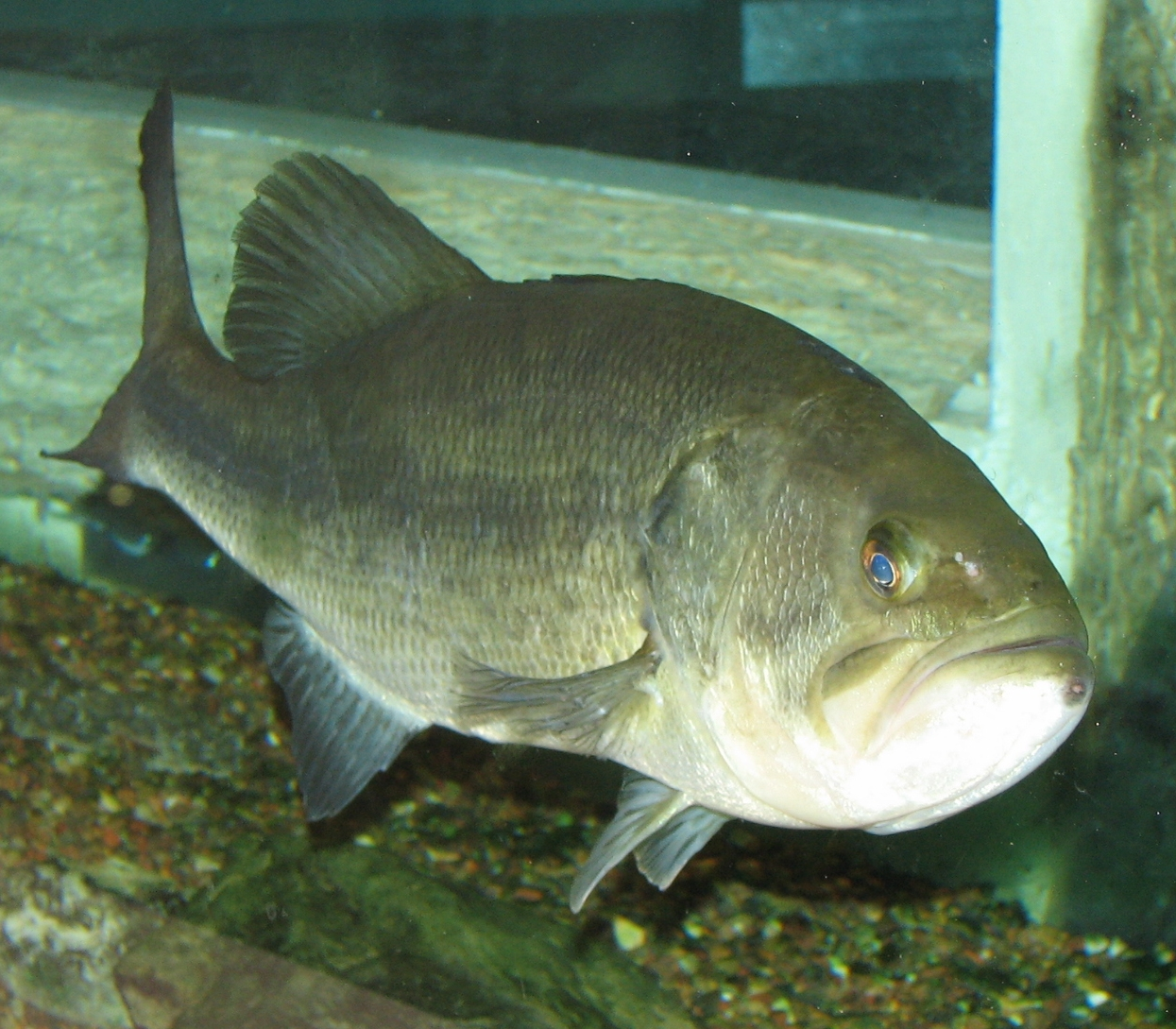
Perca americana (Micropterus salmoides)

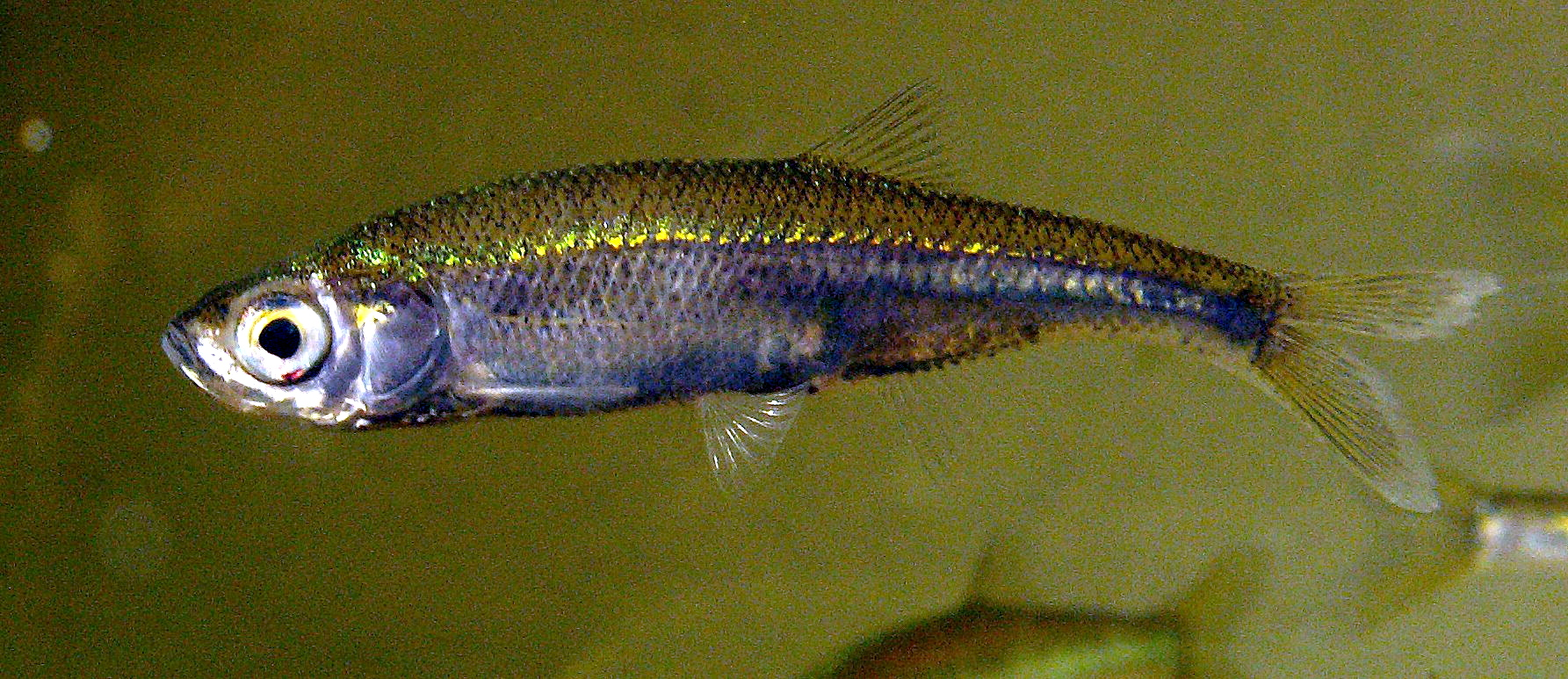
Leucaspius delineatus

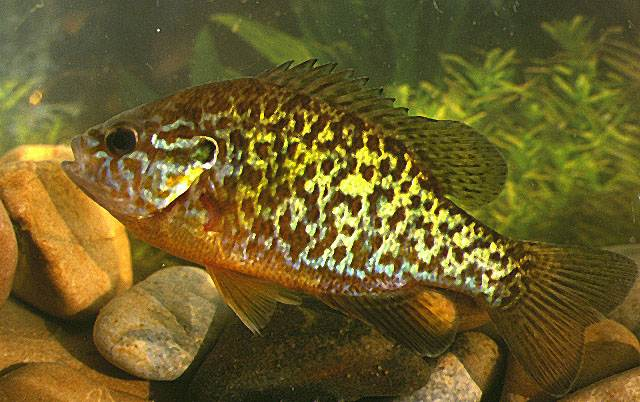
Peix sol (Lepomis gibbosus)

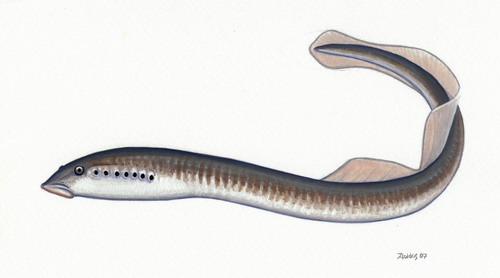
Eudontomyzon mariae

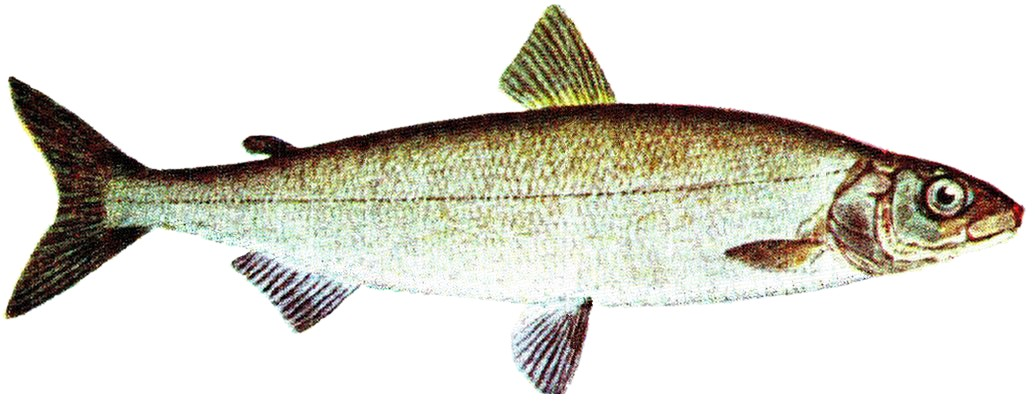
Coregonus lavaretus

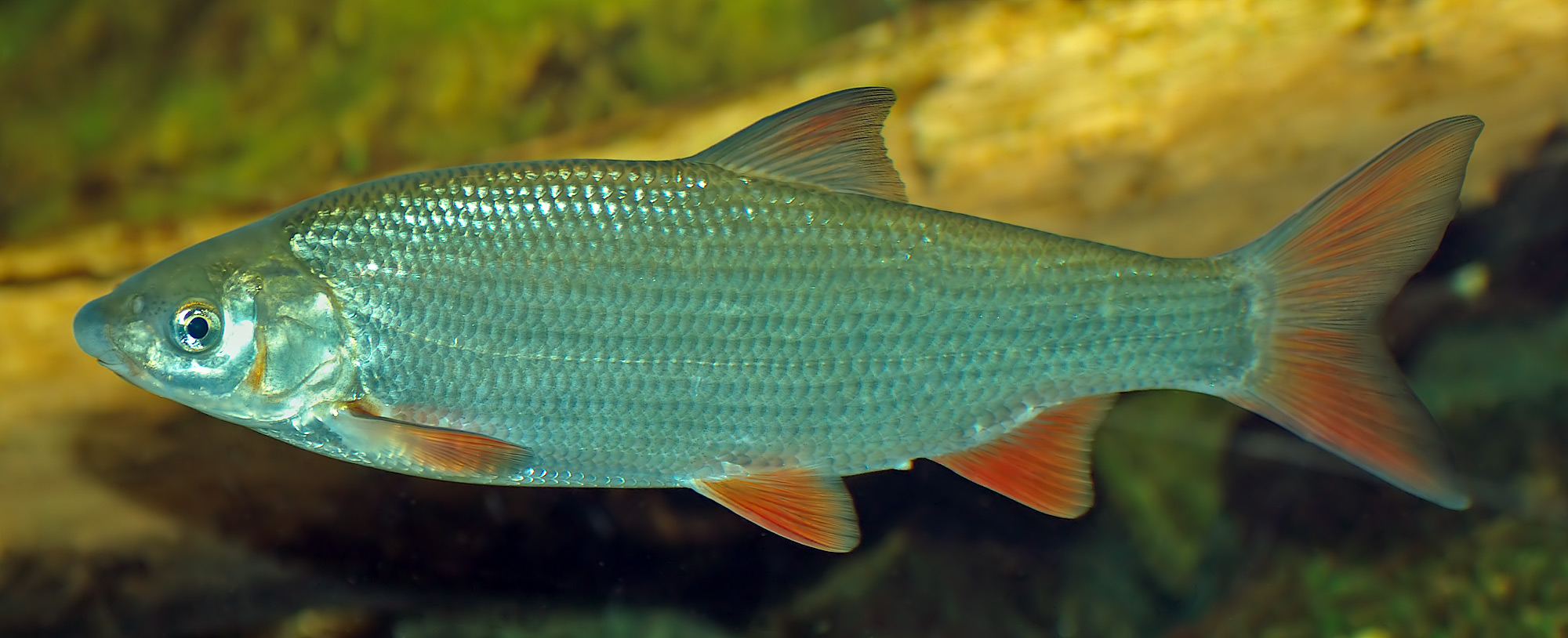
Chondrostoma nasus

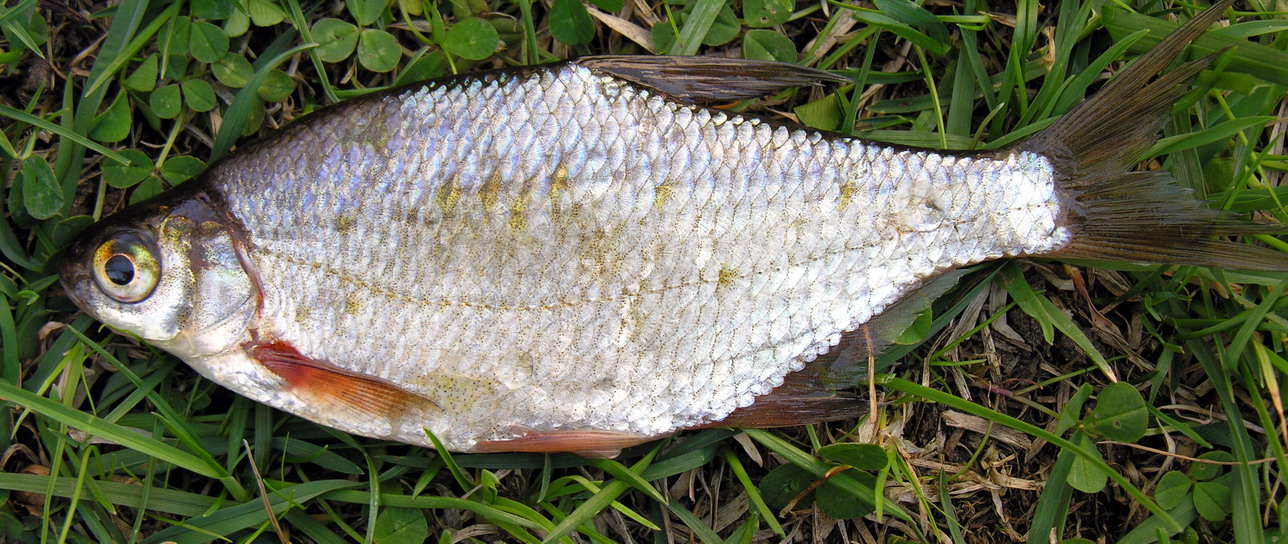
Blicca bjoerkna

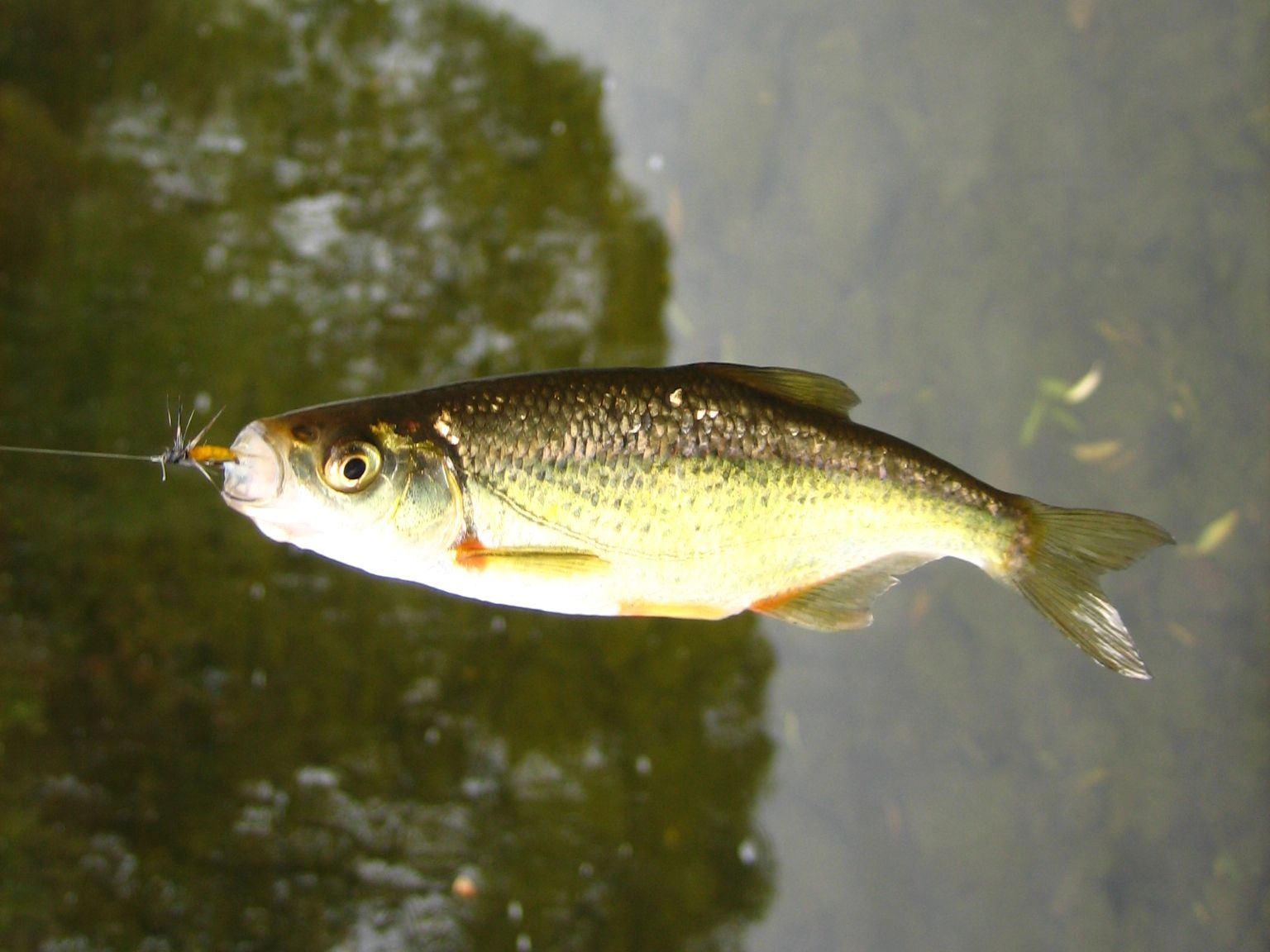
Alburnoides bipunctatus

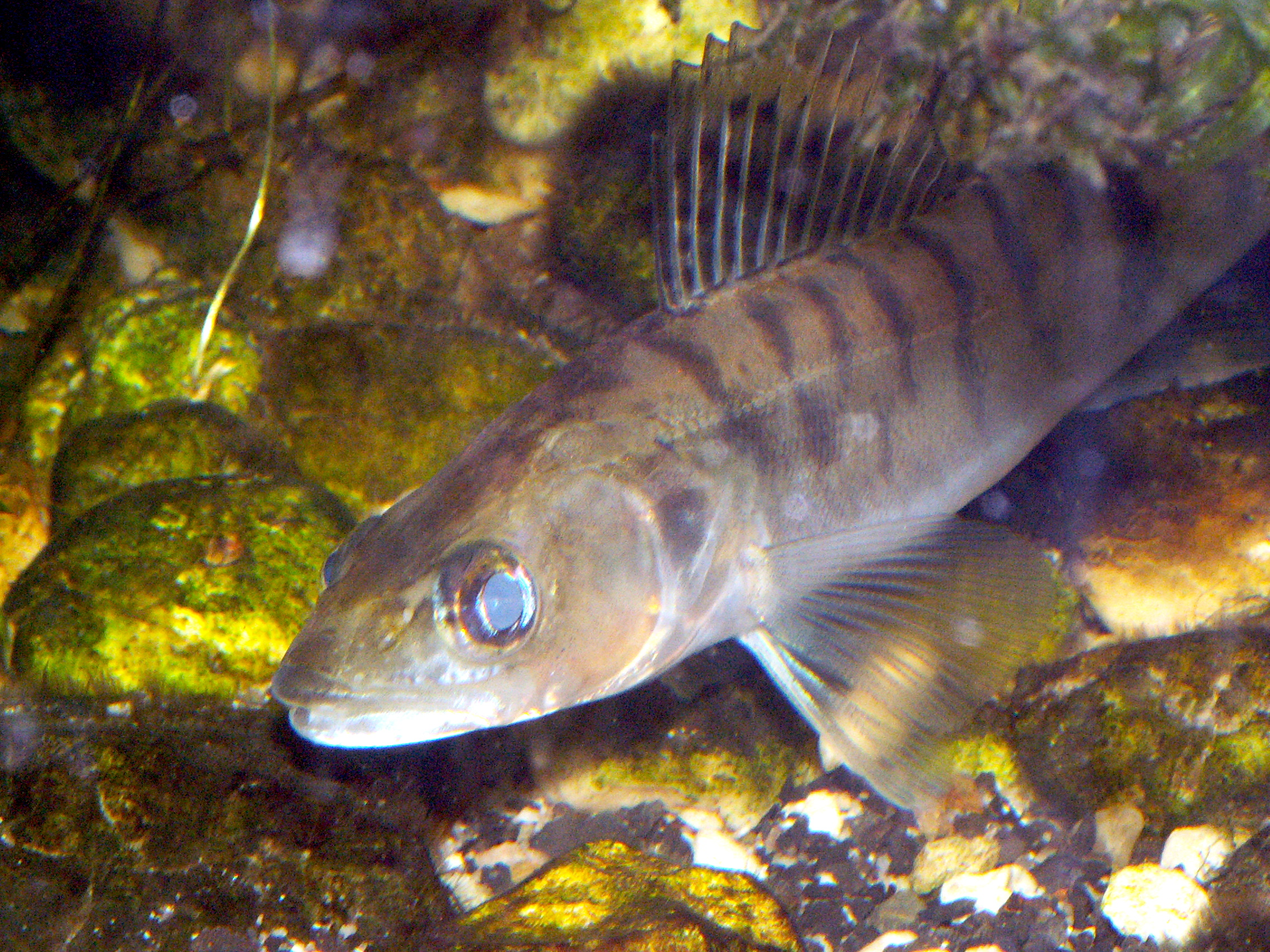
Sander lucioperca

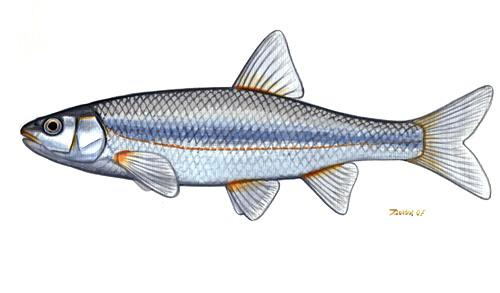
Telestes souffia

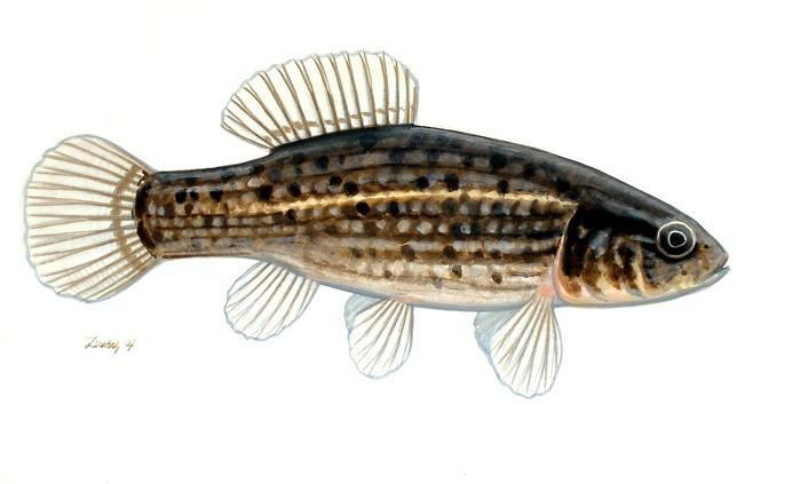
Umbra krameri

Aquesta llista de peixos d'Àustria  -incompleta- inclou 87 espècies de peixos que es poden trobar a Àustria ordenades per l'ordre alfabètic de llur nom científic.

## A
- Abramis brama
- Acipenser gueldenstaedtii
- Acipenser nudiventris
- Acipenser ruthenus
- Acipenser stellatus
- Alburnoides bipunctatus
- Alburnus alburnus
- Alburnus chalcoides
- Alburnus mento
- Ameiurus nebulosus
- Aspius aspius

## B
- Ballerus ballerus
- Ballerus sapa
- Barbatula barbatula
- Barbus barbus
- Barbus carpathicus
- Barbus meridionalis
- Blicca bjoerkna

## C
- Carassius auratus auratus
- Carassius carassius
- Carassius gibelio
- Chondrostoma nasus
- Cobitis taenia[1]
- Coregonus arenicolus
- Coregonus atterensis
- Coregonus austriacus
- Coregonus danneri
- Coregonus gutturosus
- Coregonus lavaretus
- Coregonus macrophthalmus
- Coregonus oxyrinchus
- Coregonus renke
- Coregonus wartmanni
- Cottus gobio
- Cyprinus carpio carpio

## E
- Eudontomyzon mariae
- Eudontomyzon vladykovi

## G
- Gasterosteus aculeatus aculeatus[2]
- Gobio gobio
- Gymnocephalus cernua
- Gymnocephalus schraetser

## H
- Hemichromis fasciatus
- Hemichromis guttatus
- Hucho hucho
- Huso huso
- Hypophthalmichthys molitrix
- Hypophthalmichthys nobilis

## L
- Lepomis gibbosus
- Leucaspius delineatus
- Leuciscus idus
- Leuciscus leuciscus
- Lota lota

## M
- Micropterus dolomieu
- Micropterus salmoides'
- Misgurnus fossilis
- Mylopharyngodon piceus

## N
- Neogobius gymnotrachelus
- Neogobius melanostomus

## O
- Oncorhynchus mykiss

## P
- Pelecus cultratus
- Perca fluviatilis
- Phoxinus phoxinus
- Polyodon spathula
- Ponticola kessleri
- Proterorhinus marmoratus
- Proterorhinus semilunaris
- Pseudorasbora parva

## R
- Romanogobio albipinnatus
- Romanogobio kesslerii
- Romanogobio uranoscopus
- Rutilus meidingeri
- Rutilus pigus

## S
- Sabanejewia balcanica
- Salmo schiefermuelleri
- Salvelinus fontinalis
- Salvelinus profundus
- Salvelinus umbla
- Sander lucioperca
- Scardinius erythrophthalmus
- Silurus glanis
- Squalius cephalus

## T
- Telestes souffia
- Tinca tinca

## U
- Umbra krameri

## V
- Vimba vimba

## Z
- Zingel streber
- Zingel zingel[3]